# Exechocentrus
Exechocentrus is een geslacht van spinnen uit de  familie van de wielwebspinnen (Araneidae).

## Soorten
- Exechocentrus lancearius Simon, 1889
- Exechocentrus madilina Scharff & Hormiga, 2012